# Combiné nordique aux Jeux olympiques de 1976
Pour des articles plus généraux, voir Combiné nordique aux Jeux olympiques et Jeux olympiques d'hiver de 1976.
Navigation
Innsbruck 1972 Lake Placid 1980
L'épreuve de combiné nordique aux Jeux olympiques d'hiver de 1976 a lieu à Seefeld en Autriche les 8 et 9 février 1976.

## Participants
- Allemagne de l'Est (4)
- Autriche (1)
- Canada (1)
- Finlande (4)
- France (1)
- États-Unis (2)
- Italie (2)
- Japon (2)
- Allemagne de l'Ouest (2)
- Norvège (4)
- Pologne (4)
- Suisse (1)
- Tchécoslovaquie (2)
- Union soviétique (4)

## Résultats
| Rang | Nom                   | Pays                 | Saut à ski | Saut à ski | Saut à ski | Saut à ski | Saut à ski | Ski de fond   | Ski de fond | Ski de fond | Total  |
| Rang | Nom                   | Pays                 | Saut 1     | Saut 2     | Saut 3     | Total      | Rang       | Temps         | Points      | Rang        | Total  |
| ---- | --------------------- | -------------------- | ---------- | ---------- | ---------- | ---------- | ---------- | ------------- | ----------- | ----------- | ------ |
| 1    | Ulrich Wehling        | Allemagne de l'Est   | 112,0      | 112,5      | 113,0      | 225,5      | 1          | 50 min 28 s 9 | 197,89      | 13          | 423,39 |
| 2    | Urban Hettich         | Allemagne de l'Ouest | 97,1       | 98,7       | 100,2      | 198,9      | 11         | 48 min 01 s 5 | 220,00      | 1           | 418,90 |
| 3    | Konrad Winkler        | Allemagne de l'Est   | 107,0      | 105,9      | 106,9      | 213,9      | 4          | 49 min 51 s 1 | 203,57      | 7           | 417,47 |
| 4    | Rauno Miettinen       | Finlande             | 109,3      | 110,6      | 101,4      | 219,9      | 2          | 51 min 12 s 2 | 191,40      | 19          | 411,30 |
| 5    | Claus Tuchscherer     | Allemagne de l'Est   | 103,2      | 109,1      | 109,6      | 218,7      | 3          | 51 min 16 s 1 | 190,81      | 20          | 409,51 |
| 6    | Nikolay Nogovitsyn    | Union soviétique     | 99,5       | 95,2       | 96,6       | 196,1      | 16         | 49 min 06 s 0 | 210,34      | 3           | 406,44 |
| 7    | Valeriy Kapaev (en)   | Union soviétique     | 102,2      | 94,4       | 100,7      | 202,9      | 9          | 49 min 53 s 3 | 203,24      | 8           | 406,14 |
| 8    | Tom Sandberg          | Norvège              | 96,3       | 94,7       | 99,4       | 195,7      | 17         | 49 min 09 s 3 | 209,83      | 4           | 405,53 |
| 9    | Pål Schjetne (en)     | Norvège              | 97,2       | 102,1      | 102,3      | 204,4      | 7          | 50 min 27 s 0 | 198,19      | 12          | 402,59 |
| 10   | Erkki Kilpinen        | Finlande             | 70,5       | 100,9      | 102,2      | 203,1      | 8          | 50 min 20 s 5 | 199,16      | 11          | 402,26 |
| 11   | Jukka Kuvaja          | Finlande             | 98,9       | 87,8       | 98,4       | 197,3      | 13         | 50 min 03 s 3 | 201,74      | 9           | 399,04 |
| 12   | Josef Pospíšil        | Tchécoslovaquie      | 95,0       | 94,7       | 102,9      | 197,9      | 12         | 50 min 14 s 7 | 200,03      | 10          | 397,93 |
| 13   | Günter Deckert        | Allemagne de l'Est   | 74,0       | 95,1       | 99,1       | 194,2      | 18         | 49 min 51 s 0 | 203,58      | 6           | 397,78 |
| 14   | Günther Abel          | Allemagne de l'Ouest | 101,2      | 91,7       | 95,6       | 196,8      | 14         | 50 min 29 s 8 | 197,77      | 14          | 394,57 |
| 15   | František Zeman       | Tchécoslovaquie      | 89,2       | 94,7       | 95,2       | 189,9      | 21         | 51 min 00 s 2 | 193,21      | 16          | 383,11 |
| 16   | Stefan Hula           | Pologne              | 98,7       | 101,0      | 104,9      | 205,9      | 6          | 52 min 48 s 4 | 176,98      | 26          | 382,88 |
| 17   | Jim Galanes           | États-Unis           | 88,6       | 90,6       | 93,5       | 184,1      | 25         | 50 min 34 s 7 | 197,03      | 15          | 381,13 |
| 18   | Jan Legierski (pl)    | Pologne              | 88,9       | 86,8       | 85,8       | 175,7      | 28         | 49 min 39 s 0 | 205,38      | 5           | 381,08 |
| 19   | Karl Lustenberger     | Suisse               | 101,8      | 100,7      | 98,4       | 202,5      | 10         | 52 min 57 s 5 | 175,60      | 27          | 378,10 |
| 20   | Marek Pach            | Pologne              | 94,7       | 93,2       | 96,6       | 191,3      | 19         | 52 min 05 s 0 | 183,49      | 22          | 374,79 |
| 21   | Yuji Katsuro          | Japon                | 91,6       | 104,5      | 105,3      | 209,8      | 5          | 54 min 15 s 7 | 163,87      | 29          | 373,67 |
| 22   | Stein Erik Gullikstad | Norvège              | 79,5       | 72,5       | 82,6       | 162,1      | 31         | 49 min 04 s 1 | 210,62      | 2           | 372,72 |
| 23   | Aleksey Baranov       | Union soviétique     | 93,7       | 92,0       | 88,1       | 185,7      | 23         | 51 min 58 s 4 | 184,47      | 21          | 370,17 |
| 24   | Jorma Etelälahti      | Finlande             | 92,7       | 74,3       | 92,4       | 185,1      | 24         | 52 min 05 s 8 | 183,36      | 23          | 368,46 |
| 25   | Jacques Gaillard      | France               | 89,1       | 91,1       | 89,9       | 181,0      | 27         | 52 min 08 s 9 | 182,90      | 24          | 363,90 |
| 26   | Fritz Koch            | Autriche             | 93,2       | 95,2       | 93,9       | 189,1      | 22         | 53 min 04 s 7 | 174,52      | 28          | 363,62 |
| 27   | Arne Bystøl           | Norvège              | 80,1       | 81,9       | 84,6       | 166,5      | 30         | 51 min 02 s 8 | 192,81      | 17          | 359,31 |
| 28   | Mike Devecka (de)     | États-Unis           | 77,0       | 69,6       | 74,6       | 151,6      | 32         | 51 min 06 s 4 | 192,28      | 18          | 343,88 |
| 29   | Walter Malmquist (en) | États-Unis           | 80,1       | 90,0       | 91,3       | 181,3      | 26         | 54 min 40 s 4 | 160,17      | 30          | 341,47 |
| 30   | Michio Kubota         | Japon                | 93,7       | 98,4       | 97,9       | 196,3      | 15         | 56 min 39 s 4 | 142,32      | 32          | 338,62 |
| 31   | Francesco Giacomelli  | Italie               | 89,1       | 94,2       | 96,1       | 190,3      | 20         | 56 min 08 s 8 | 146,92      | 31          | 337,22 |
| 32   | Modesto De Silvestro  | Italie               | 71,1       | 68,7       | 26,2       | 139,8      | 33         | 52 min 27 s 6 | 180,09      | 25          | 319,89 |
| 33   | Kurt Sjolund          | Canada               | 66,1       | 27,7       | 57,9       | 124,0      | 34         | 58 min 13 s 4 | 128,22      | 33          | 252,22 |
| -    | Stanisław Kawulok     | Pologne              | 83,7       | 81,5       | 89,1       | 172,8      | 29         | DNF           | DNF         | -           | -      |

## Podium
| Épreuve    | Or                   | Or     | Argent              | Argent | Bronze               | Bronze |
| ---------- | -------------------- | ------ | ------------------- | ------ | -------------------- | ------ |
| Individuel | Ulrich Wehling (GDR) | 423,39 | Urban Hettich (FRG) | 418,90 | Konrad Winkler (GDR) | 417,47 |

## Tableau des médailles
| Position | Pays                 |   |   |   | Total |
| -------- | -------------------- | - | - | - | ----- |
| 1        | Allemagne de l'Est   | 1 | 0 | 1 | 2     |
| 2        | Allemagne de l'Ouest | 0 | 1 | 0 | 1     |
| Total    | Total                | 1 | 1 | 1 | 3     |

## Politique
Le combiné Est-Allemand Claus Tuchscherer, cinquième de l'épreuve, a profité de sa présence à l'Ouest lors de Jeux pour s'y réfugier.